# Сидяев, Андрей Евгеньевич
Андрей Евгеньевич Сидяев (25 октября 1980, Стерлитамак, Башкирская АССР) — российский футболист, выступавший на позиции защитника. Известен по выступлениям за клубы первого и второго дивизионов России.

## Биография
Воспитанник стерлитамакского футбола. На профессиональном уровне дебютировал в 17-летнем возрасте в составе местного «Содовика» и выступал за эту команду в течение следующих десяти сезонов. В 2005 году стал победителем зонального турнира второго дивизиона и обладателем Кубка ПФЛ. Всего за «Содовик» сыграл 235 матчей в первенствах страны.
В 2007 году перешёл в «КАМАЗ», за который выступал следующие три сезона, был вице-капитаном команды. В 2008 году вместе с командой занял третье место в первом дивизионе, в этом же году был признан лучшим футболистом Башкортостана. В дальнейшем выступал в первом дивизионе за «Балтику», «Волгарь» и новороссийский «Черноморец» и во втором дивизионе за ульяновскую «Волгу» и брянское «Динамо».
В августе 2014 года с футболистом произошёл несчастный случай, в результате которого он несколько дней пролежал в коме, после этого был вынужден завершить профессиональную карьеру. В 2016 году возобновил карьеру на любительском уровне в составе «Стерлитамака».
Всего за свою профессиональную карьеру сыграл более 400 матчей в первенствах страны, в том числе более 160 в первом дивизионе и более 250 — во втором. Также сыграл около 30 матчей в Кубке России, лучшее личное достижение — участие в матче 1/8 финала против «Ростова» в 2010 году.

## Личная жизнь
Женат, супругу зовут Ирина, есть двое сыновей и дочь. Имеет два высших образования — физкультурное и экономическое.